# 안토노프 An-8

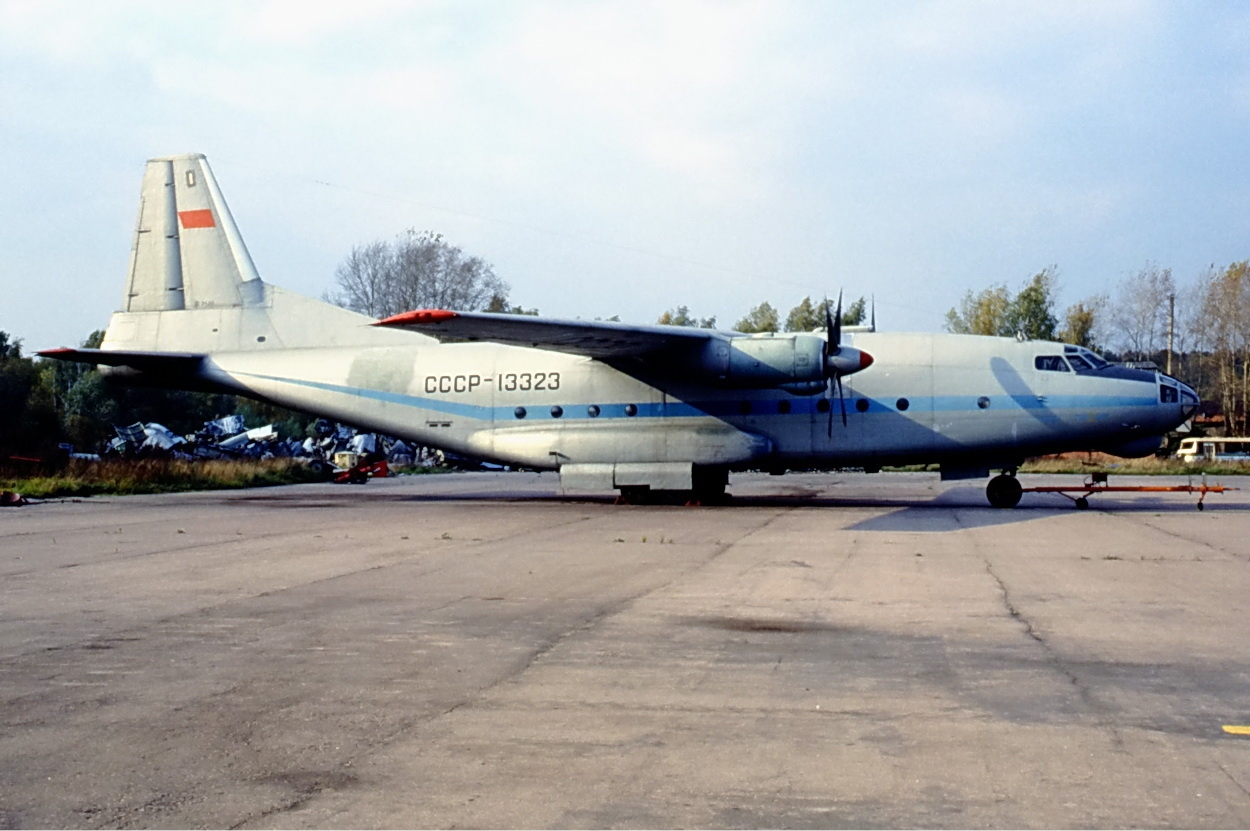
안토노프 An-8

안토노프 An-8(NATO 코드명: Camp)은 소련의 안토노프가 설계한 군사 수송 항공기이다.
1951년 12월에 안토노프 설계국의 전신인 OKB-153 설계국이 쌍발 전투 수송기 설계에 착수했으며 이 계획은 DT-5/8로 명명되었다. 1953년 12월 11일에는 소련 각료 회의가 해당 계획을 승인했으며 1958년에 첫 생산에 들어갔다. 기존에 비해 더욱 높아진 수직 꼬리 날개와 수평 꼬리 날개, 처리 능력이 향상된 화물칸, 항공기 내부에 장착된 터보프롭 2개가 있는 것이 특징이다. 2004년에 퇴역했다.

## 사양
- 승무원: 6명
- 정원: 48명
- 페이로드: 19,000kg
- 전체 길이: 26m
- 전체 너비: 9.7m
- 날개 길이: 30m
- 날개 면적: 117.2m2
- 빈 중량: 21,250kg
- 최대 중량: 40,000kg
- 동력: 입첸코 AI-20D 터보프롭, 3,800kW × 2
- 장착 무기: АМ-23 23mm 연장 기관포

### 성능
- 최대 속도: 610km/h
- 순항 속도: 480km/h
- 항속 거리: 2,780km
- 최대 상승 고도: 9,600m
- 상승 속도: 427m/min

## 같이 보기
- 안토노프 An-10
- 안토노프 An-12